# آسمان نیمه‌شب (فیلم)
آسمان نیمه‌شب (انگلیسی: The Midnight Sky) یک فیلم علمی‌-تخیلی آمریکایی محصول سال ۲۰۲۰ است که توسط جورج کلونی کارگردانی شده و بر پایهٔ رمان «صبح بخیر، نیمه‌شب» نوشتهٔ لیلی بروکس-دالتن (منتشر شده در سال ۲۰۱۶) ساخته شده است. فیلمنامه را مارک ال. اسمیت نوشته و کلونی خود در نقش اصلی نیز ظاهر شده است؛ او دانشمندی سالخورده است که باید در سرمای شدید دایره شمالگان سفر کند تا یک فضاپیمای در حال بازگشت را، پس از یک فاجعه جهانی در زمین، از بازگشت باز دارد. فلیسیتی جونز، دیوید اویلوو، تیفانی بون، دمیان بیچیر، کایل چندلر و کائولین اسپرینگل نیز در فیلم بازی کرده‌اند.
آسمان نیمه‌شب نخست در ۱۱ دسامبر ۲۰۲۰ به‌صورت محدود در سینماها اکران شد و سپس در ۲۳ دسامبر از طریق نتفلیکس منتشر گردید. این فیلم نقدهای متفاوتی از منتقدان دریافت کرد، اما از سوی هیئت ملی نقد آمریکا به‌عنوان یکی از ده فیلم برتر سال ۲۰۲۰ انتخاب شد. در نود و سومین دوره جوایز اسکار، فیلم نامزد جایزهٔ اسکار بهترین جلوه‌های ویژه شد، اما آن را به فیلم تنت باخت.

## داستان
آگوستین لوف‌هوس، یک دانشمند منزوی، زندگی خود را وقف یافتن سیاره‌های قابل سکونت برای آیندهٔ بشریت کرده است. او پس از ارائهٔ سخنرانی‌ای در یک مراسم، با ژان سالیوان آشنا می‌شود و با او رابطه‌ای عاشقانه برقرار می‌کند. اما پس از نگرانی‌هایی دربارهٔ بارداری، ژان به‌خاطر وسواس کاری و ناتوانی آگوستین در برقراری ارتباط عاطفی، او را ترک می‌کند. چند سال بعد که آگوستین دوباره ژان را می‌بیند، او به آگوستین می‌گوید دختری دارند، اما آگوستین تصمیم می‌گیرد او را نبیند.
سی سال بعد، در سال ۲۰۴۹، رویدادی بیشتر جمعیت زمین را نابود کرده و سطح سیاره را با تابش یون‌ساز آلوده کرده است. آگوستین تنها ساکن یک پایگاه بزرگ در شمالگان است. در یک صحنهٔ گذشته، نشان داده می‌شود که او از ترک پایگاه و رفتن با گروه تخلیه امتناع می‌کند، چراکه به بیماری جدی‌ای مبتلاست که نیازمند دیالیز و تجهیزات پزشکی پایگاه است و می‌داند زمان زیادی برایش باقی نمانده است.
آگوستین در سامانه‌های رایانه‌ای پایگاه جست‌وجو می‌کند تا مأموریت‌های فعال فضاپیمای سرنشین‌دار را بیابد و دربارهٔ وضعیت زمین هشدار دهد. او تنها یکی را پیدا می‌کند: فضاپیمای ائتر که در حال بازگشت از ماه قابل سکونت K-23 متعلق به مشتری است، همان ماهی که آگوستین کشف کرده بود.
در همین حال، خدمهٔ ائتر از فاجعهٔ زمین بی‌اطلاع‌اند و قطع ارتباط را به خرابی تجهیزات نسبت می‌دهند. آگوستین تلاش می‌کند با آن‌ها تماس بگیرد، اما قدرت آنتن پایگاه کافی نیست، حتی با وجود اینکه طبق محاسباتش فضاپیما در محدودهٔ تماس قرار دارد.
هم‌زمان با ضعف بدنی، آگوستین دچار اختلالات ذهنی نیز شده است. پس از آتش‌سوزی در آشپزخانه، او دختربچه‌ای گنگ را در آشپزخانه پیدا می‌کند. تلاش می‌کند با گروه تخلیه تماس بگیرد تا کسی برای بردن دختر بیاید، اما موفق نمی‌شود. دختر گلی زنبق نقاشی می‌کند و آگوستین نتیجه می‌گیرد که نامش «آیریس» است.
آگوستین به آیریس دل می‌بندد و همراه او با برف‌رو راهی پایگاه دیگری با آنتن قوی‌تر می‌شود. در مسیر، تجهیزات پزشکی‌اش را در حادثه‌ای از دست می‌دهد. پس از رسیدن، موفق می‌شود با ائتر تماس بگیرد، اما شهاب‌سنگ‌ها به رادار و سیستم ارتباطی فضاپیما آسیب می‌زنند.
برای تعمیر آسیب، متخصص مأموریت «سالی» که باردار است، همراه شریکش، فرمانده «آدِوُله» و مهندس پرواز «مایا» پیاده‌روی فضایی انجام می‌دهند. آن‌ها موفق به تعمیر می‌شوند، اما در برخورد دوم با شهاب‌سنگ‌ها، مایا به‌طور مرگباری زخمی می‌شود.
سالی با آگوستین تماس می‌گیرد. آگوستین به او هشدار می‌دهد که به زمین بازنگردد، بلکه به K-23 بازگردد و زندگی تازه‌ای را آن‌جا آغاز کند. خلبان فضاپیما «تام میچل» ابتدا امتناع می‌کند، اما پس از شنیدن پیام آخر همسرش و دیدن وضعیت جو زمین، درمی‌یابد که بازگشت به ماه مشتری به نفع گروه است. با این حال، تصمیم می‌گیرد با یکی از دو کپسول بازگشت به زمین برگردد. «سانچز» که مایا را چون دختر خود می‌دید، تصمیم می‌گیرد همراه او بیاید تا پیکر مایا را در زمین دفن کند.
در آخرین تماس، سالی به آگوستین می‌گوید یکی از دلایلی که به ناسا پیوسته، او بوده است. او از آگوستین بابت الهام‌بخشی‌اش تشکر می‌کند و می‌گوید مادرش، ژان، تکه‌سنگی از ماه را از طرف او به او داده و نام کاملش «آیریس سالیوان» است. آگوستین پاسخ می‌دهد که نام او را می‌دانسته، و این آشکار می‌سازد که دختر کوچکی که می‌دید، واقعی نبوده و زاییدهٔ ذهن او بوده است. وقتی از او می‌پرسند چطور از آن پایگاه دوم با فضاپیما تماس گرفته، می‌گوید احساس می‌کرد شاید بتواند به «کسی» کمک کند؛ کنایه از این‌که نه فقط به‌خاطر مأموریت علمی، بلکه برای پیگیری مأموریت دخترش به آن‌جا رفته است.
آگوستین می‌گوید که به دیدن دخترش افتخار می‌کند و سالی دربارهٔ K-23 برای او توضیح می‌دهد. این توصیف، آگوستین را در خیال به آن‌جا می‌برد و تماس رادیویی‌اش قطع می‌شود. سالی و آدوله به مسیر بازگشت به K-23 ادامه می‌دهند، با مختصاتی که آگوستین در اختیارشان گذاشته بود.

## بازیگران
- جرج کلونی
- فلیسیتی جونز
- کایل چندلر
- دیوید اویلوو
- دمیان بیچیر
- سوفی راندل
- اتان پک
- تیم راس
- میریام شر